# Mohamed Karoui

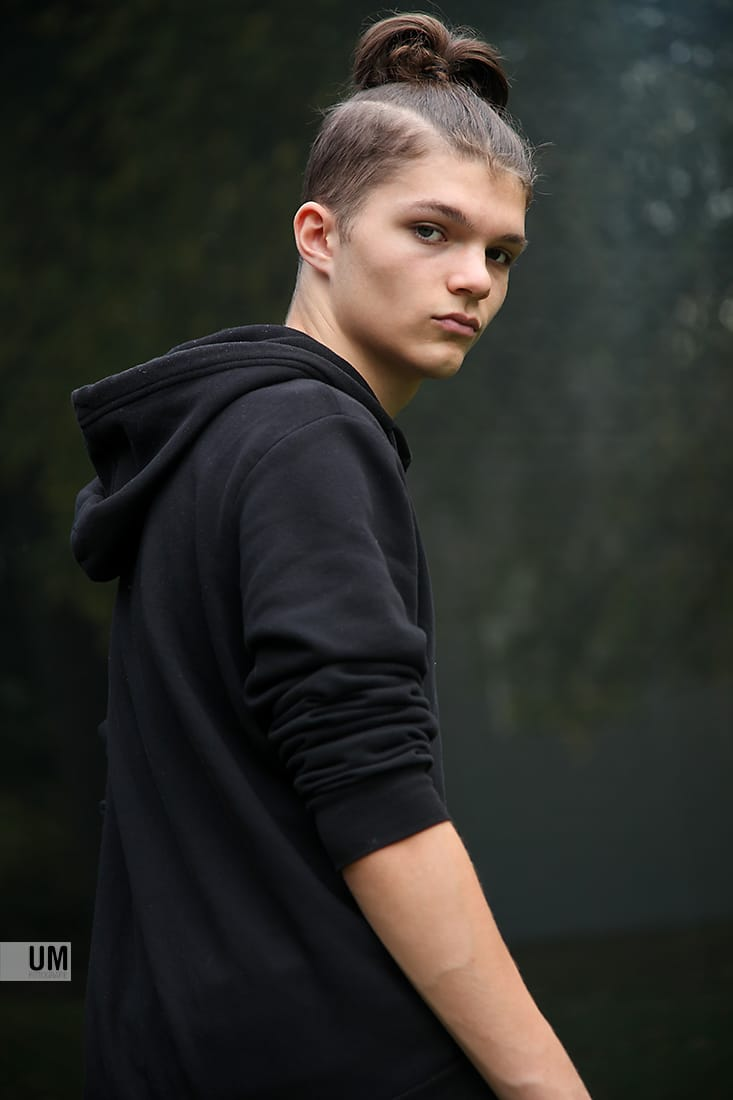
Mohamed Karoui 2018

Mohamed El Abed Karoui (* 28. Dezember 2001 in Köln) ist ein deutscher Schauspieler und Unternehmer.

## Leben
Mohamed Karoui ist ein deutscher Staatsbürger mit tunesischen Wurzeln väterlicherseits. Seit dem Kindesalter boxt er.
2016 fing Karoui an selbst bearbeitete Kurzvideos auf Socialmedia-Plattformen zu veröffentlichen. Karoui gründete im Alter von 16 Jahren sein eigenes Unternehmen „MoPromo Production“ in jenem er jegliche Art von Medien produziert.
2019 hatte er als Marco seinen ersten Auftritt im deutschen Fernsehen bei der Seifenoper Herz über Kopf. 2020 spielte Karoui eine Hauptrolle in der Jugendserie Gangstarz und eine Nebenrolle im Fernsehfilm Billy Kuckuck – Angezählt.

## Filmografie
- 2019: Herz über Kopf – Marco
- 2019: Merz gegen Merz – Leons Kumpel
- 2020: Alles was zählt[5] – Felix Kappel
- 2020: GangstarZ[5] – Rico
- 2020: Billy Kuckuck – Angezählt – Eric